# Acrolophus persimplex
Acrolophus persimplex är en fjärilsart som beskrevs av Dyar 1900. Acrolophus persimplex ingår i släktet Acrolophus och familjen Acrolophidae. Inga underarter finns listade i Catalogue of Life.